# Acropora rufus
Acropora rufus är en korallart som beskrevs av Veron 2002. Acropora rufus ingår i släktet Acropora och familjen Acroporidae. IUCN kategoriserar arten globalt som otillräckligt studerad.
Artens utbredningsområde är Röda havet. Inga underarter finns listade i Catalogue of Life.